# Boscawenia
Boscawenia is een geslacht van vlinders van de familie tandvlinders (Notodontidae), uit de onderfamilie Notodontinae.

## Soorten
- B. bipunctata (Kiriakoff, 1979)
- B. bryki (Schultze, 1934)
- B. caradrinoides (Schultze, 1934)
- B. incerta (Schultze, 1934)
- B. jaspidea (Schultze, 1934)
- B. latifasciata (Gaede, 1928)
- B. polioplaga (Hampson, 1910)
- B. rectangulata (Gaede, 1928)